# Crixás
Pour les articles homonymes, voir Crixás (homonymie).
Crixás est une ville brésilienne de l'État de Goiás.